# Taunusklub
Der Taunusklub (kurz TK) ist ein Verband von derzeit 20 rechtlich selbständigen Wandervereinen, die unter dem gemeinsamen Namen Taunusklub auftreten. Die Vereine haben zusammen rund 2200 Mitglieder. Daher spricht man auch vom Gesamtverein und den Mitgliedsvereinen. Der Stammverein in Frankfurt am Main wurde 1868 gegründet und hat seinen Sitz ebendort. Er ist eingetragen in das Vereinsregister des Amtsgerichts Frankfurt am Main (VR 5660). Die jeweiligen Vereine sind Mitglied im Verband Deutscher Gebirgs- und Wandervereine. Der Taunusklub hat im gesamten Taunusgebiet ein 2700 Kilometer langes Wegenetz mit Markierungen versehen und betreibt fünf Wanderheime.

## Vereinsaktivitäten
Schwerpunkte der Vereinsaktivität sind:
- Gemeinsame Wanderungen
- Öffentliche Wanderveranstaltungen
- Heimatkundliche und naturkundliche Exkursionen
- Pflege der markierten Wege
- Mitherausgeberschaft bei Wanderführern und -karten
- Betrieb der Wanderheime

Der Taunusklub arbeitet mit bei der Herausgabe von Wanderkarten und ist aktiv im Naturschutzbeirat. Er setzt sich ein für die Erhaltung der Natur, Vogelschutzgehölzen, Biotopen, Bachpatenschaften und Überwachung von Naturdenkmalen.
Im Hessenpark besteht im Taunushaus eine Dauerausstellung, in der die Geschichte und Arbeit des Vereins dargestellt wird.

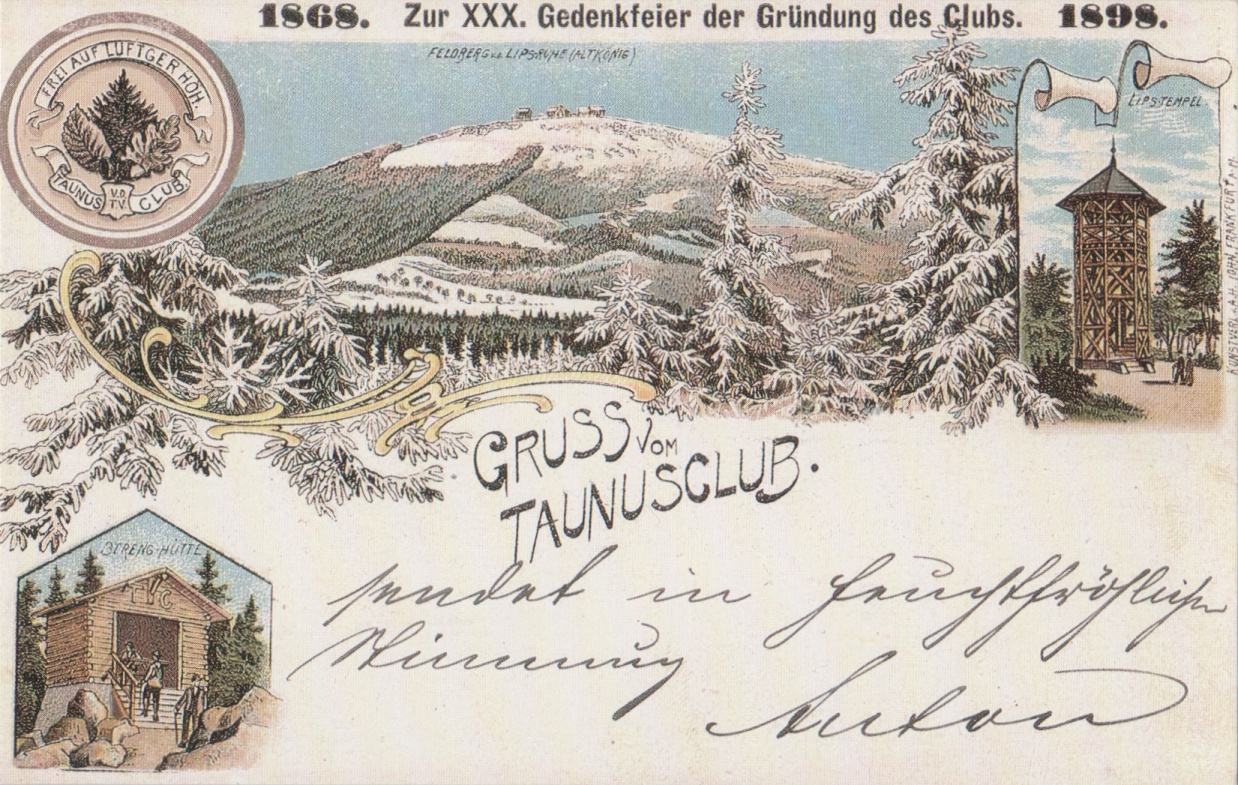
Jubiläumspostkarte zum 30. Jahrestag der Gründung des Taunusklubs 1898

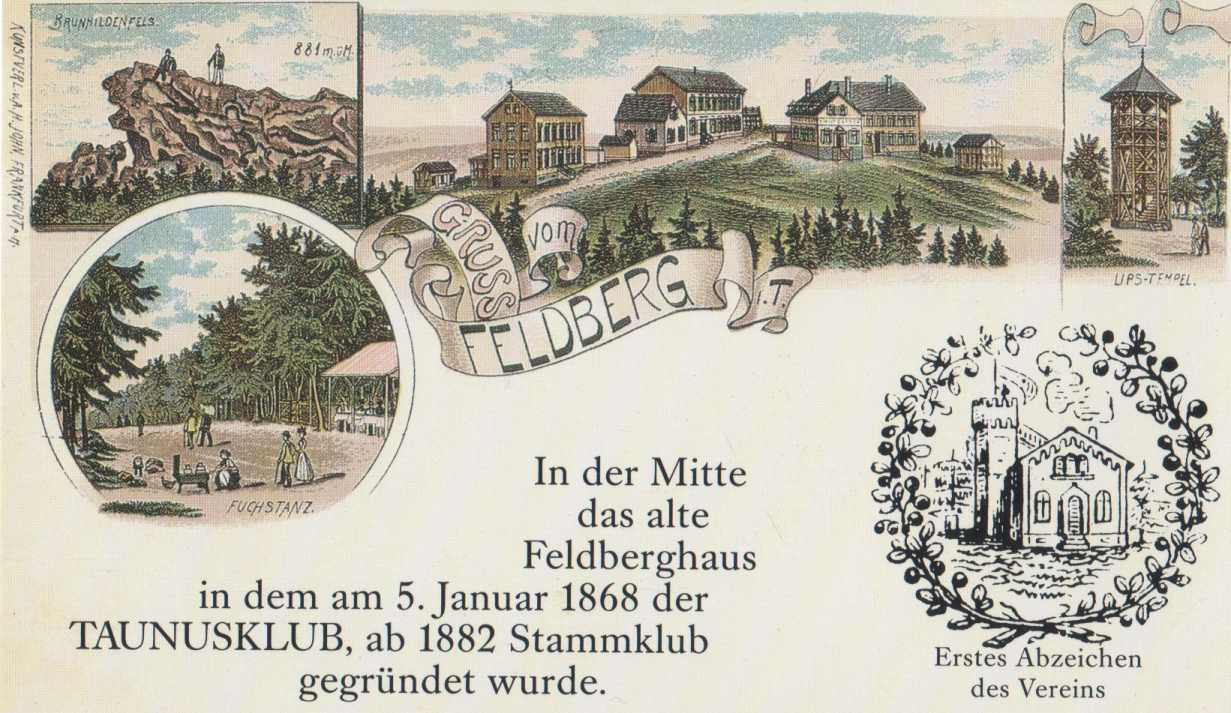

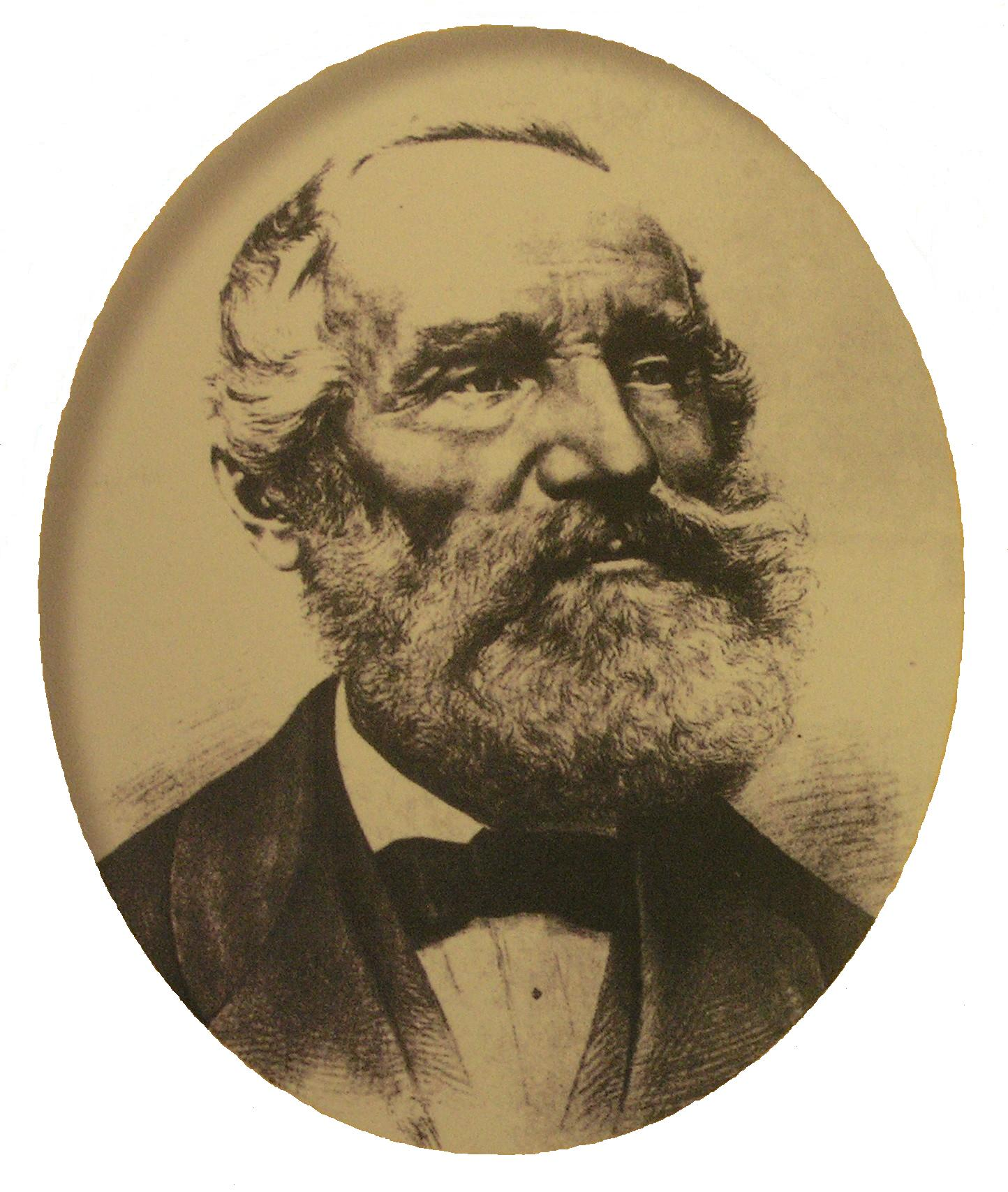
Friedrich August Ravenstein, Gründer des Taunusklubs

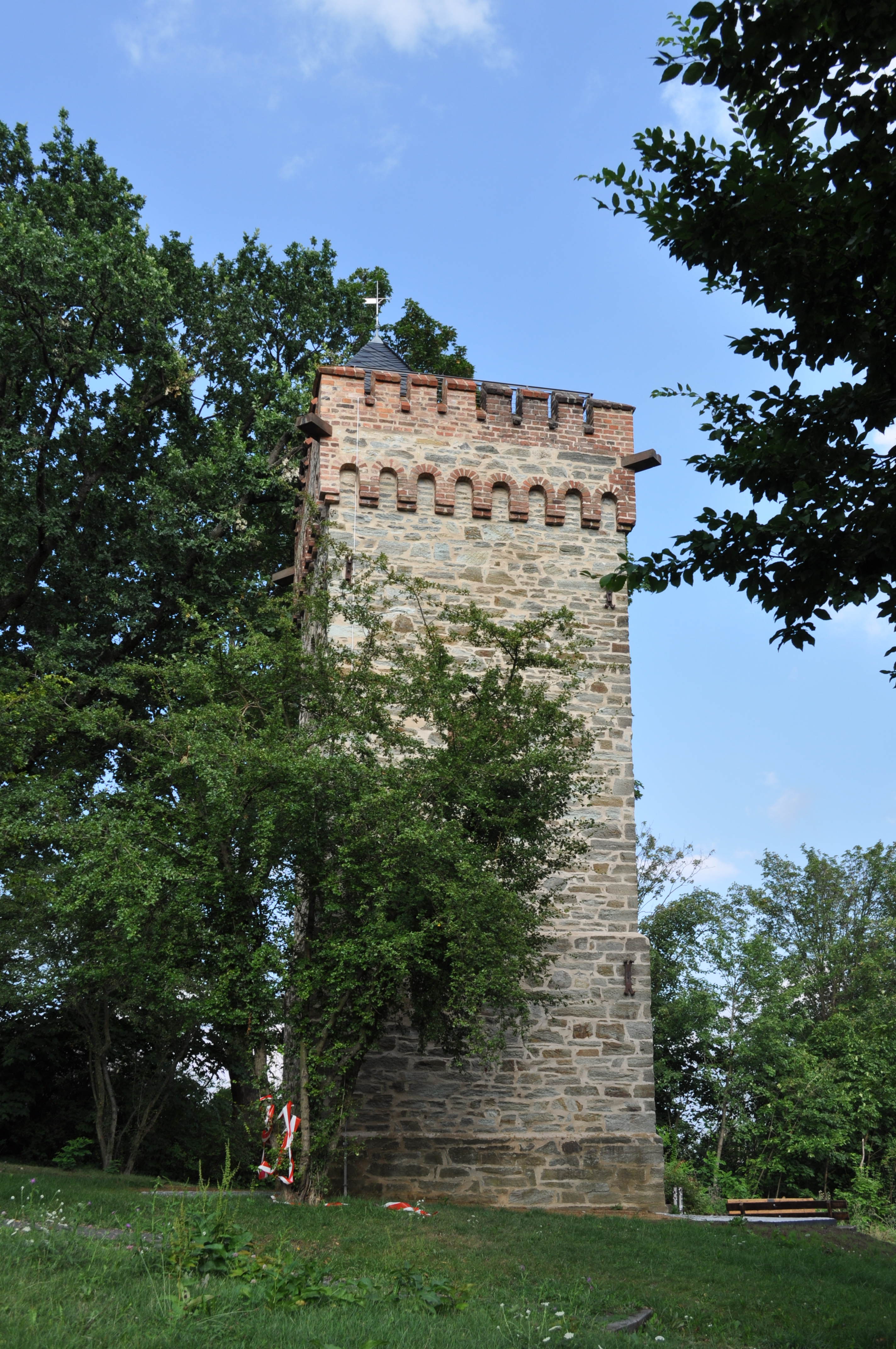
Burgbergturm

## Mitgliedsvereine (Zweigvereine)
| Verein                    | Ort                      | Mitglieder | Gründungsjahr |
| ------------------------- | ------------------------ | ---------- | ------------- |
| Taunusklub Stammklub      | Frankfurt am Main        | 850        | 1868          |
| Zweigverein aufgelöst     | Eppstein                 | 0          | 1871          |
| Taunusklub                | Fischbach                | 200        | 1925          |
| Zweigverein aufgelöst     | Frankfurt-Nied           | 0          | 1911          |
| Taunusklub                | Neu-Anspach              | 110        | 1891          |
| Taunusklub                | Niederreifenberg         | ?          | 1903          |
| Taunusklub 1885           | Bad Homburg vor der Höhe | ?          | 1885          |
| Taunusklub 1878           | Oberursel                | ?          | 1878          |
| Im Turnverein aufgegangen | Idstein                  | 0          | 1878          |
| Taunusklub /*             | Bad Ems                  | ?          | ?             |
| Taunusklub                | Bad Soden am Taunus      | 212        | 1890          |
| Taunusklub                | Usingen                  | 114        | 1885          |
| Taunusklub                | Schmitten im Taunus      | ?          | ?             |
| Mitgliedsverein aufgelöst | Hofheim am Taunus        | 0          | ?             |
| Taunusklub                | Lorsbach                 | ?          | ?             |
| Taunusklub                | Königstein               | 150        | 1879          |
| Taunusklub                | Grävenwiesbach           | > 60       | ?             |
| Taunusklub                | Kronberg                 | 21         | 1877          |
| Taunusklub                | Münster                  | ?          | ?             |
| Zweigverein aufgelöst     | Mammolshain              | 0          | 1977          |
| Taunusklub                | Butzbach                 | ?          | ?             |
| Taunusklub                | Köppern                  | 103        | 1907          |
| Zweigverein aufgelöst     | Nassau (Lahn)            | 0          | ?             |

/* Der Taunusklub Bad Ems e. V. hat sich dem benachbarten Westerwald-Verein angeschlossen.

Im Laufe der Zeit sind Zweigvereine aufgelöst und neu gegründet worden. Das Gründungsdatum ist jeweils das der Erstgründung. Einige Vereine sind im Laufe der Zeit untergegangen, so z. B. Idstein (gegründet 1878) oder Eppstein (gegründet 1871).

## Wanderheime und andere Bauten
Der Taunusklub betreibt ein Jugend- und Wanderheim im Aussichtsturm auf dem Großen Feldberg. Ein weiteres Wanderheim des Taunusklubs befindet sich in Oberursel.
Der Taunusklub errichtete eine Reihe von Aussichtstürmen. Dazu gehörten 1900 der Burgbergturm in Bad Soden am Taunus, der Hardtbergturm in Königstein, der Meisterturm in Hofheim, 1905 der Schillerturm in Oberursel und 1911 der Turm auf dem Herzberg.

## Wanderwege
Die Abteilung Wegemarkierung des Taunusklubs betreut ein Wanderwegenetz im Taunus von etwa 2700 km Länge. Die Verantwortung für die einzelnen Strecken obliegt den jeweiligen lokalen Zweigvereinen. Der Taunusklub ist (Mit-)Herausgeber einer Reihe von Wanderführern und Wanderkarten, die diese Wege darstellen.
Beispiele sind der Lahnhöhenweg links der Lahn und der Limeswanderweg, die der Taunusklub markiert und instand hält.
Siehe auch: Abschnitt Weblinks (OSM-Wiki).

## Geschichte
Am 5. Januar 1868 wurde der Taunusklub als erster deutscher Gebiets-Wanderverein gegründet und der Kartograph August Ravenstein zum ersten Vorsitzenden gewählt. Ziele des Vereins waren Heimatpflege, Förderung des Fremdenverkehrs und vor allem Bekämpfung der Armut im Taunus.
Es wurden über 20 Schwesternstationen und Kindergärten sowie eine Korbflechtschule in Grävenwiesbach betrieben. Ende des 19. Jahrhunderts begann man mit der Markierung von Wanderwegen. Weiterhin errichtete man Schutzhütten und Aussichtstürme. 1871 wurde der erste Wanderführer herausgegeben.
In den Ortschaften des Taunus bildeten sich bald Sektionen des Taunusklubs. 1883 wurden die Sektionen eigenständige Vereine, die zusammen den Gesamt-Taunusklub bildeten.
Nach der Machtergreifung der Nationalsozialisten wurde der Gesamt-Taunusklub 1934 zwangsweise aufgelöst. Nach dem Krieg wurden die Vereine wiederbegründet und 1956 der Traditionsname Taunusklub wieder angenommen.

## Das Ehrenmal am Stockborn
Koordinaten: 50° 14′ 22,3″ N, 8° 28′ 2,5″ O

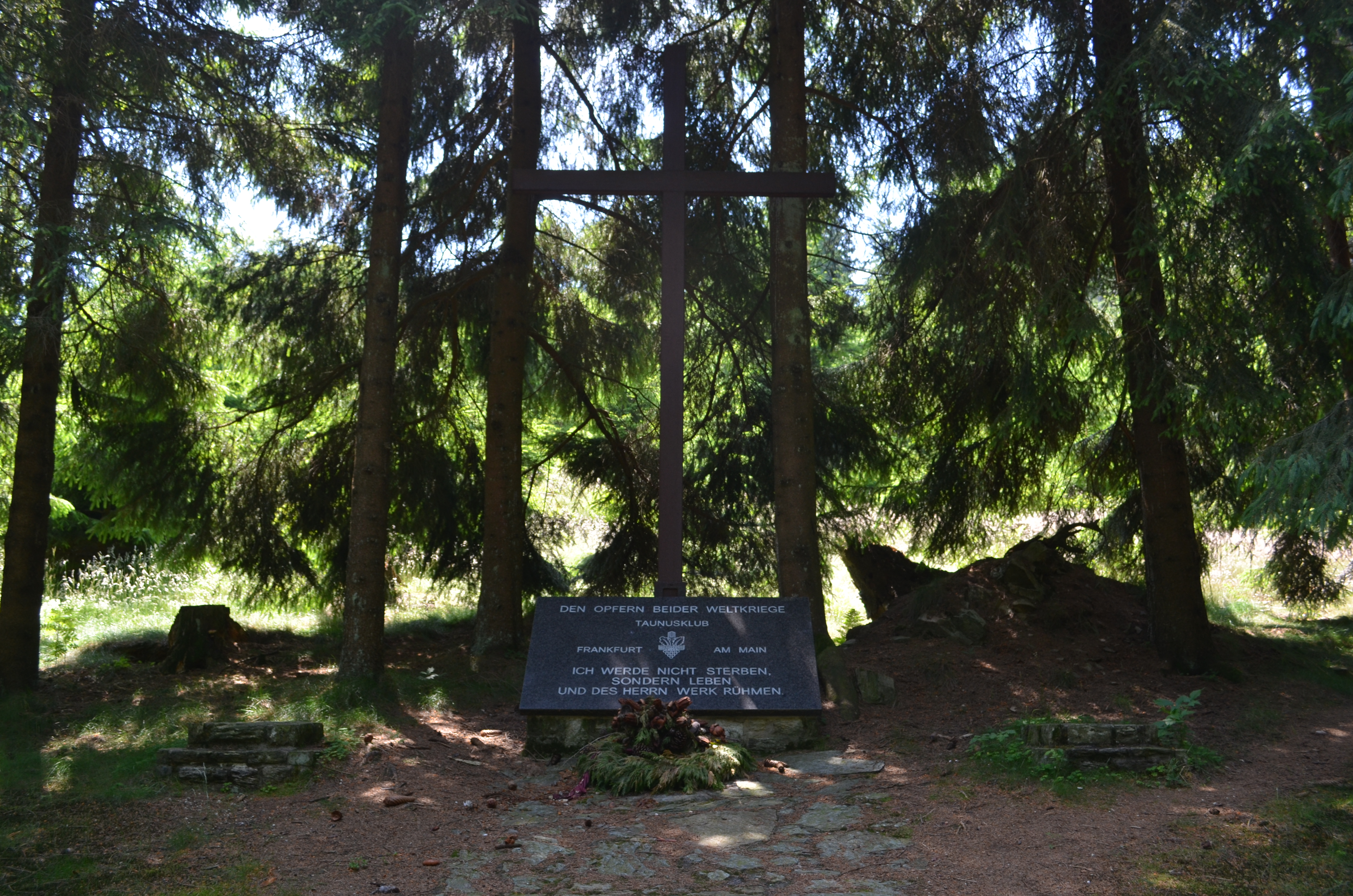
Ehrenmal am Stockborn

Am 12. September 1926 wurde der Ehrenhain des Taunusklubs am Feldberg feierlich eingeweiht. Dieser sollte an die 126 im Ersten Weltkrieg gefallenen Mitglieder des Taunusklubs erinnern. Das Denkmal bestand aus drei Quarzitfelsen und einer Bronzetafel, die die Namen der Gefallenen trug. Daneben stand ein großes Kreuz aus Eichenholz.
Nach dem Zweiten Weltkrieg wurde das Ehrenmal einige hundert Meter zum jetzigen Platz verlegt und umgestaltet. Nun erinnert es nicht nur an die Gefallenen der beiden Weltkriege, sondern an alle Verstorbenen des Taunusklubs. Jährlich findet eine Sternwanderung des Taunusklubs zum Stockborn statt, wo eine Gedenkveranstaltung für die Toten des letzten Jahres stattfindet.

## Logos

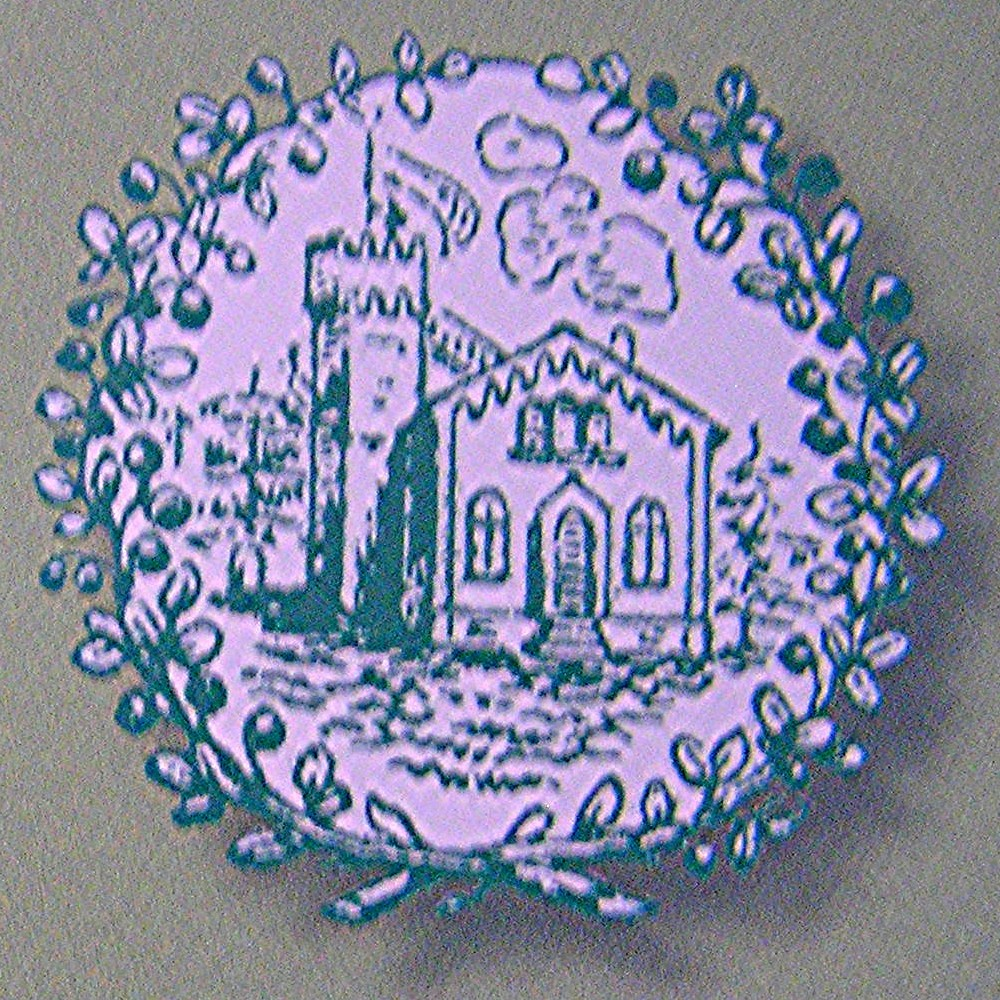
Erstes Logo des Taunusklubs von 1842/1868
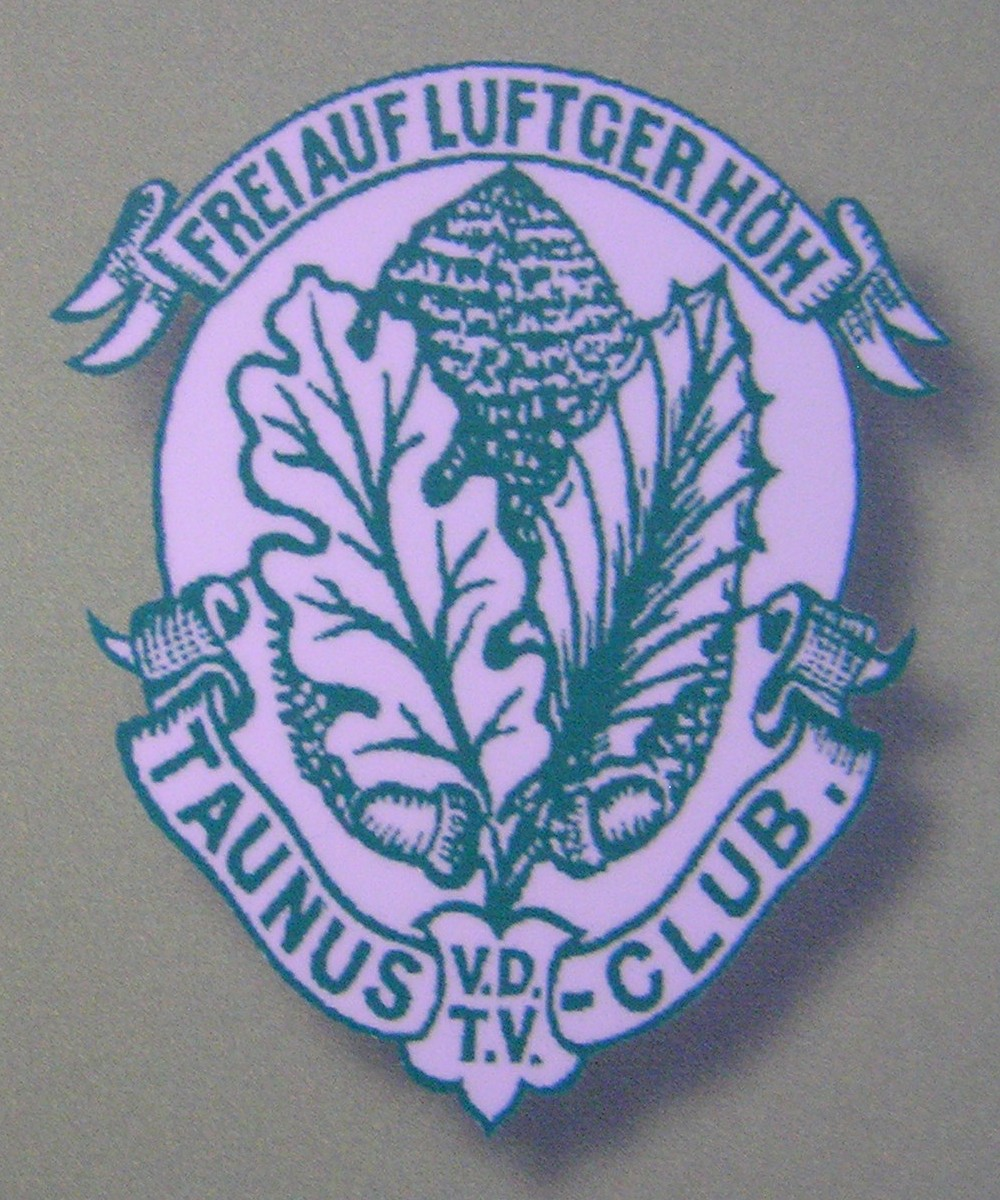
Logo des Taunusklubs von 1884 bis 1909
Logo des Taunusklubs von 1908 bis 1934[5]
Logo des Taunusklubs von 1934 bis 1957[6]
Logo des Taunusklubs von 1957 bis 1984
Logo seit 1984
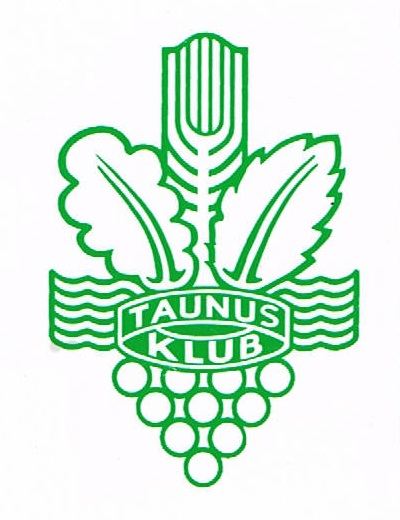
Logo-Verwendung auf Wanderwegs-Zeichen
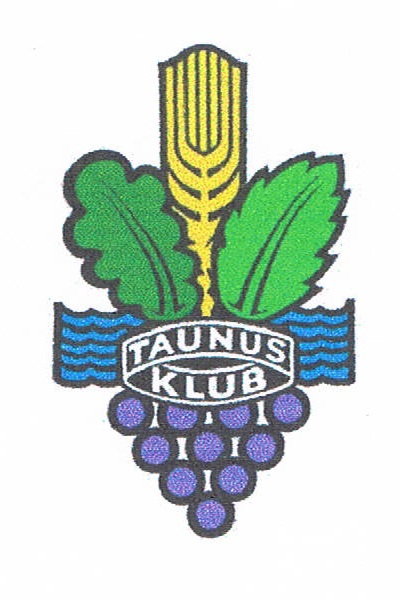
Farbiges Logo in jüngerer Zeit.

## Ehrungen
Nach dem Taunusklub ist der Taunusklubweg am Rande des Ortsteils Hornau von Kelkheim benannt.
Der Taunusklub wurde 1983 mit der Eichendorff-Plakette ausgezeichnet. Auch die folgenden Zweigvereine erhielten diese Auszeichnung:
- 1988 Zweigverein Oberursel[7]
- 1990 Zweigverein Bad Soden[7]
- 1992 Zweigverein Neu-Anspach[7]
- 1993 Stammklub Frankfurt[7]
- 1995 Zweigverein Wetzlar[7]
- 2003 Zweigverein Münster[7]
- 2007 Zweigverein Köppern[7]

## Personen
- Peter Kittel († 1919), Vorsitzender des Gesamt-Taunusclubs 1888 bis 1914.